# Robert Mukes
Robert Allen Mukes (ur. 14 marca 1964 r. w Indianapolis w stanie Indiana) − amerykański aktor filmowy i telewizyjny.

## Życiorys
Znany także pod pseudonimem Robert "Bonecrusher" Mukes, który zyskał po nieudanym starcie w profesjonalnym wrestlingu. Najbardziej kojarzony jest z rolą Rufusa "R.J." Firefly'a w horrorze Roba Zombie Dom tysiąca trupów (2003). Wystąpił też jako eskimoski łowca nagród Abumchuck w serialu telewizji Showtime Trawka (2006−2007) oraz jako The Butcher w krótkometrażowym filmie grozy Lamb Feed (2014).